# Восток-6
«Восток-6» — шестой и последний советский пилотируемый космический корабль из серии «Восток». Стал первым пилотируемым полётом в истории, в ходе которого в космос отправилась женщина — космонавт Валентина Терешкова.

## Экипаж
- Экипаж корабля — Терешкова, Валентина Владимировна, первая в мире женщина-космонавт.
- Дублирующий экипаж — Соловьёва, Ирина Баяновна
- Экипаж поддержки — Пономарёва, Валентина Леонидовна

## Описание полёта
Одновременно с «Востоком-6» в космосе находился космический корабль «Восток-5», который пилотировал космонавт Валерий Быковский. В этом совместном вылете решались задачи медицинского, технического и политического характера. Изучалось влияние космического полёта на организмы мужчины и женщины, в частности, в этом полёте была окончательно решена проблема питания космонавтов. Космонавты получали четырёхразовое питание, состоящее из различных натуральных продуктов, и стало ясно, что экипаж космического корабля может во время полёта нормально питаться разнообразной земной пищей.
Специально для полёта Терешковой была разработана конструкция скафандра, приспособленная для женского организма, некоторые элементы корабля также были изменены под возможности женщины. Позывной Терешковой — Чайка.
Больше всего времени заняли эксперименты по радиосвязи. Космонавты выходили на связь с Землёй на коротких и ультракоротких волнах, а также вели радиообмен между собой, координируя свои действия и сравнивая результаты наблюдений.
По словам Терешковой, во время полёта выяснилось, что программа корабля «Восток» запрограммирована неверно:

«Вместо того, чтобы приземлиться и осуществить систему спуска на Землю, программа была заложена так, что орбита поднималась, и я вместо Земли улетала туда».— Валентина Терешкова
Юрий Гагарин и Сергей Королёв помогли Терешковой с Земли перепрограммировать корабль «Восток-6».
Однако использовавшееся на кораблях «Восток» бортовое оборудование не позволяло космонавту изменять его работу, последовательность включений и выключений бортовых систем была жёстко фиксирована.
Возможной альтернативой был ручной цикл спуска, при котором космонавт должен был вручную сориентировать корабль и включить тормозную установку. Но такой режим использовался лишь однажды — при полёте «Восхода-2» из-за отказа автоматической системы ориентирования.

## Посадка
В ходе совместной пресс-конференции Быковского и Терешковой вскоре после приземления первая женщина-космонавт сообщила международной прессе, что её посадка происходила парашютным способом отдельно от посадочного модуля. Через неделю были даны дополнительные подробности: «Я приземлялась с парашютом, а корабль приземлился поблизости от меня, в четырёхстах метрах», — заявила Терешкова на пресс-конференции в ходе V Всемирного женского конгресса, проводившегося МДФЖ в Москве.

## Значение
«Восток-6» — последний пилотируемый космический корабль по программе «Восток».